# Фінал Кубка Футбольної ліги 1973
Фінал Кубка Футбольної ліги 1973 — фінальний матч розіграшу Кубка Футбольної ліги 1972—1973, 13-го розіграшу Кубка Футбольної ліги. У матчі, що відбувся 3 березня 1973 року на стадіоні «Вемблі», зіграли «Норвіч Сіті» та «Тоттенгем Готспур».
| Володар Кубка Футбольної ліги 1973 |
| ---------------------------------- |
|                                    |
| «Тоттенгем Готспур» 2-й титул      |

## Шлях до фіналу
| Тоттенгем Готспур       | Тоттенгем Готспур                                                           | Раунд                           | Норвіч Сіті     | Норвіч Сіті              |
| ----------------------- | --------------------------------------------------------------------------- | ------------------------------- | --------------- | ------------------------ |
| Суперник                | Результат                                                                   | Кубок Футбольної ліги 1972—1973 | Суперник        | Результат                |
| Гаддерсфілд Таун        | 2-1 вдома                                                                   | Другий раунд                    | Лестер Сіті     | 2-1 вдома                |
| Мідлсбро                | 1-1 на виїзді, 0-0 (дч) вдома (перегравання), 2-1 вдома (дч) (перегравання) | 1/16 фіналу                     | Галл Сіті       | 2-1 на виїзді            |
| Міллволл                | 2-0 вдома                                                                   | 1/8 фіналу                      | Стокпорт Каунті | 5-1 на виїзді            |
| Ліверпуль               | 1-1 на виїзді, 3-1 вдома (перегравання)                                     | 1/4 фіналу                      | Арсенал         | 3-0 на виїзді            |
| Вулвергемптон Вондерерз | 2-1 на виїзді, 2-2 (дч) вдома                                               | 1/2 фіналу                      | Челсі           | 2-0 на виїзді, 1-0 вдома |

## Матч

### Деталі
| 3 березня 1973 |

| Тоттенгем Готспур | 1:0      | Норвіч Сіті |
| ----------------- | -------- | ----------- |
| Коутс 72'         | Протокол |             |

| Вемблі, Лондон Глядачів: 100 000 Арбітр: Девід Сміт |

|  |  |

|                  |  |                   |  |     |
|                  |  |                   |  |     |
| В                |  | Пет Дженнінгс     |  |     |
| З                |  | Сіріл Ноулс       |  |     |
| З                |  | Джо Кіннір        |  |     |
| З                |  | Філ Біл           |  |     |
| З                |  | Майк Інгленд      |  |     |
| ПЗ               |  | Джон Пратт        |  | 25' |
| ПЗ               |  | Стів Перрімен     |  |     |
| ПЗ               |  | Мартін Пітерс (к) |  |     |
| ПЗ               |  | Джиммі Пірс       |  |     |
| Н                |  | Алан Гілзін       |  |     |
| Н                |  | Мартін Чіверс     |  |     |
| Заміни:          |  |                   |  |     |
| ПЗ               |  | Ральф Коутс       |  | 25' |
| Головний тренер: |  |                   |  |     |
| Білл Ніколсон    |  |                   |  |     |

|                  |  |                  |    |     |
|                  |  |                  |    |     |
| В                |  | Кевін Кілан      |    |     |
| З                |  | Джофф Батлер     |    |     |
| З                |  | Дейв Стрінгер    |    |     |
| З                |  | Данкан Форбс (к) | ЖК |     |
| З                |  | Клайв Пейн       |    |     |
| ПЗ               |  | Макс Бріггс      |    |     |
| ПЗ               |  | Дуг Лівермор     |    |     |
| ПЗ               |  | Грем Паддон      |    |     |
| ПЗ               |  | Террі Андерсон   |    |     |
| Н                |  | Джим Блер        |    | 82' |
| Н                |  | Давід Кросс      |    |     |
| Запасні:         |  |                  |    |     |
| ПЗ               |  | Тревор Говард    |    | 82' |
| Головний тренер: |  |                  |    |     |
| Рон Сондерс      |  |                  |    |     |